# Janet von Stillfried

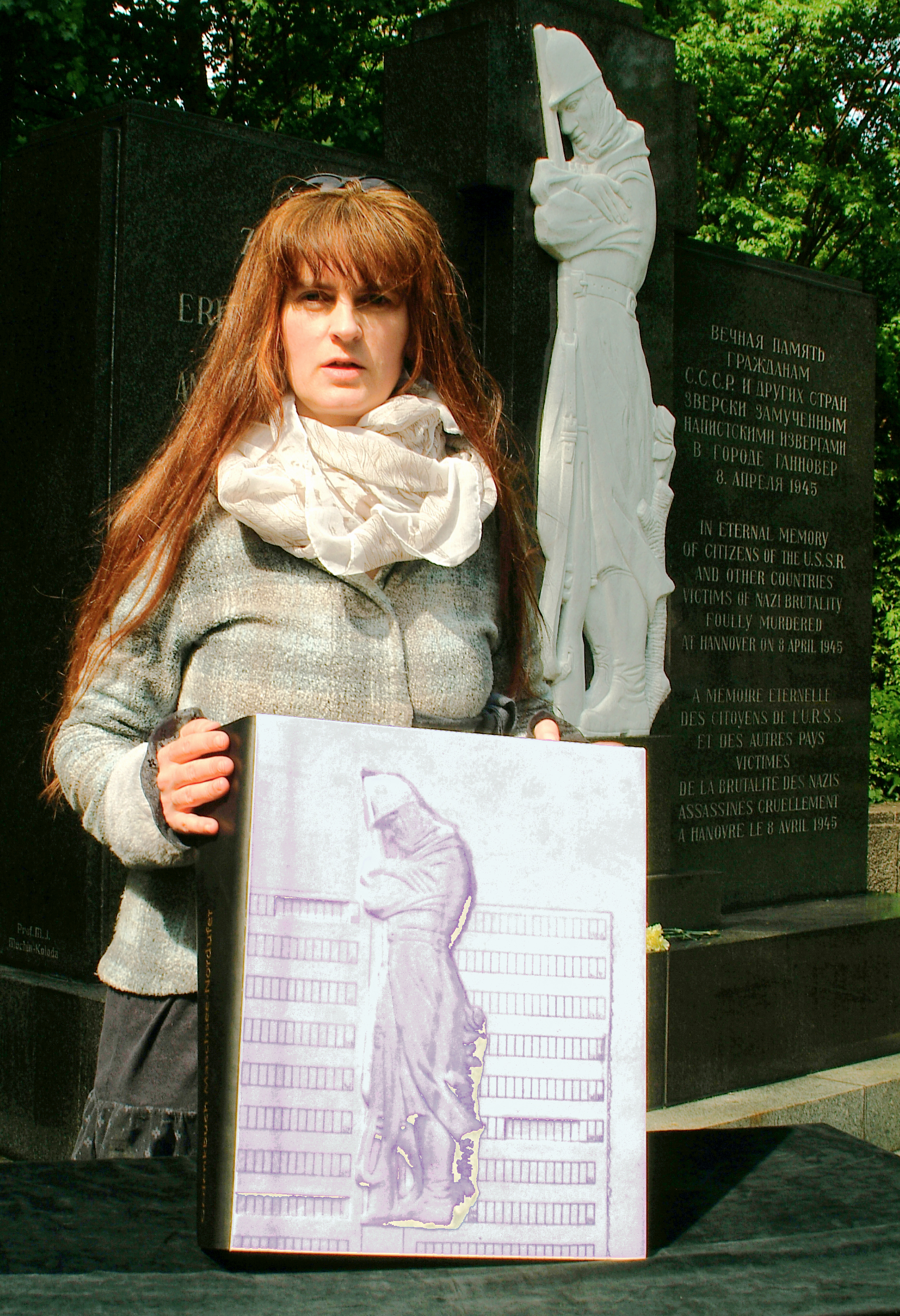
Janet Freifrau von Stillfried am 8. Mai 2012 mit dem an die niedersächsische Landeshauptstadt übergebenen Gedenkbuch für die ermordeten Zwangsarbeiter auf dem Ehrenfriedhof am Maschsee-Nordufer

Janet von Stillfried (geborene Anschütz; * 1962) ist eine deutsche Historikerin und Autorin.

## Leben
Unter ihrem Geburtsnamen Janet Anschütz publizierte die Historikerin verschiedene Schriften zur Geschichte Hannovers im 20. Jahrhundert, insbesondere zur Zeit des Nationalsozialismus, aber auch zu technischen oder kulturellen Ereignissen wie etwa dem Eilenriederennen.
Unter dem Arbeitstitel Eine Seite, ein Name, ein Schicksal recherchierte von Stillfried für ein Gedenkbuch für die ermordeten Zwangsarbeiter auf dem Ehrenfriedhof am Maschsee-Nordufer, das bei der Gedenk-Veranstaltung am 8. Mai 2012 vor Ort Oberbürgermeister Stephan Weil für die Stadt Hannover übergeben wurde.
Gemeinsam mit dem Historiker Shaun Hermel produzierte von Stillfried den Film Krieg, Zwangsarbeit, Tod, Hoffnung, der auf dem Gelände der ehemaligen Israelitischen Gartenbauschule in Ahlem bei einer gemeinsamen Gedenkfeier von Stadt und Region Hannover im Jahr 2017 am Jahrestag der Ermordung von Ira Wolkowa Premiere hatte und an das Schicksal der Zwangsarbeiter erinnert.
Im Auftrag der Landeshauptstadt Hannover erforschte Janet von Stillfried die Namen und Verfolgungsgeschichten der im KZ Stöcken für die Akkumulatorenfabrik (AFA) eingesetzten Häftlinge sowie die anschließend auf den „Todesmärschen“ gestorbenen Menschen. Daraus entstand unter dem Motto „Eine Seite – ein Name – ein Schicksal“ das Gedenkbuch für die Opfer des KZ Stöcken, das am 8. Mai 2022 in Hannover auf dem Ehrenfriedhof am Maschsee-Nordufer während der Gedenkveranstaltung zum Tag der Befreiung an Oberbürgermeister Belit Onay übergeben wurde. Das Werk, in dem zahlreiche Seiten lediglich den Hinweis „Unbekannt“ enthalten, soll in der „Grotte“ im Neuen Rathaus dauerhaft ausgestellt werden.

## Weitere Schriften
- Janet Anschütz, Irmtraud Heike: Feinde im eigenen Land. Zwangsarbeit in Hannover im Zweiten Weltkrieg. 2. Auflage. Verlag für Regionalgeschichte, Bielefeld 2000, ISBN 3-89534-372-2
- Janet Anschütz, Irmtraud Heike: „Man hörte auf, ein Mensch zu sein …“. Überlebende aus den Frauen-Konzentrationslagern in Langenhagen und Limmer berichten. VSA-Verlag, Hamburg 2003, ISBN 3-89965-009-3
- Janet Anschütz, Irmtraud Heike: „Wir wollten Gefühle sichtbar werden lassen“. Bürger gestalten ein Mahnmal für das KZ Ahlem. Edition Temmen, Bremen 2004, ISBN 3-86108-397-3
- Janet Anschütz: Gräber ohne Namen. Die toten Kinder Hannoverscher Zwangsarbeiterinnen. VSA-Verlag, Hamburg 2006, ISBN 3-89965-207-X; Inhaltsverzeichnis
- Janet Anschütz: Mythos Eilenriederennen, 1. Auflage, Hannover: Schlütersche Verlagsgesellschaft, [ohne Datum, 2007?], ISBN 978-3-89993-658-2; Inhaltstext
- Janet Anschütz: Motorrad-Rennsport. Internationale Eilenriede-Rennen zu Hannover 1924–1955. Hrsg.: ADAC Niedersachsen-Sachsen-Anhalt e. V. (Hrsg.). MatrixMedia-Verlag, Göttingen 2009, ISBN 978-3-932313-34-9; Inhaltsverzeichnis
- Dieter Tasch, Horst-Dieter Görg (Hrsg.): Es begann in Hannover. Menschen – Technik – Welterfolge. Über Persönlichkeiten, Traditionsunternehmen und Meilensteine der Technik-Geschichte, mit Beiträgen von Janet Anschütz u. a., in Kooperation mit dem Technik-Forum Hannover e. V. 1. Auflage. Leuenhagen & Paris, Hannover 2009, ISBN 978-3-923976-65-2; Inhaltsverzeichnis
- Janet Freifrau von Stillfried: Ein blinder Fleck. Zwangsarbeit bei der üstra 1938 bis 1945. Leuenhagen & Paris, Hannover 2012, ISBN 978-3-9802783-9-3[7]
- Janet von Stillfried: Das Sachsenross unterm Hakenkreuz. Reiseführer durch Hannover und Umgebung 1933–1945, MatrixMedia-Verlag, Göttingen 2016, ISBN 978-3-932313-85-1
- Janet von Stillfried (Text), Ingo Siegner (Zeichnungen): Nadja und Nico. Eine Freundschaft im Krieg. R.G. Fischer Verlag Frankfurt a. M. 2016, ISBN 978-3-8301-9718-8